# Sankt Stefans katolska kapell, Ljungby
S:t Stefans katolska kapell är en romersk-katolsk kyrkobyggnad i Ljungby i Småland. Den tillhör Marie födelses katolska församling i Stockholms katolska stift.
Kyrkolokalen på Bolmstadsvägen har tidigare varit EFS Missionsförenings kyrka. Katolska kyrkan övertog lokalen och den 7 november 1999 firades den första katolska mässan där. Den 27 maj 2000 invigdes kapellet av biskop Anders Arborelius. Samma år överfördes området från Växjö till Marie födelses katolska församling med huvudsäte i Värnamo. 